# Public Information Research
Public Information Research, Inc. (PIR) é uma organização sem fins lucrativos estadunidense constituída em 1989 e dirigida por Daniel Brandt. Seu quadro de diretores é formado por Daniel Brandt (presidente), Martha Moran (vice-presidente), Steve Badrich (secretário), Dennis Brutus, Randy Guffey, Kathleen L. Kelly e Bob Richards. Seus conselheiros são Robert Fink, Fred Goff, Jim Hougan, John Loftus, Carl Oglesby e Peter Dale Scott.
Entre 1990 e 1992, três membros do quadro de consultores do PIR, incluindo Chip Berlet, renunciaram após terem se queixado de que outro membro do grupo, L. Fletcher Prouty, estava trabalhando abertamente com e defendendo as posições do Liberty Lobby e do grupo revisionista Institute for Historical Review, o qual republicou o livro de Prouty The Secret Team.
Em 2005, Brandt informou que a organização, sediada em San Antonio, Texas, tinha um orçamento anual de menos de US$ 20.000.
Em 3 de Março de 2005, o PIR colocou em domínio público o código para um scraper do Google denominado Scroogle. Este programa é parte dos esforços de Brandt através do Google Watch, um sítio que monitora e critica a empresa Google. Brandt também usou papel timbrado do PIR para entrar em contacto com o patrão de Brian Chase durante a investigação promovida por ele sobre a controvérsia envolvendo John Seigenthaler.